# Stormfront

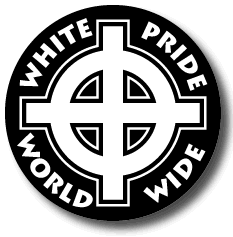

Stormfront är ett vit makt- och nynazistiskt Internetforum, vilken beskrivs som den första riktigt stora hatsidan. Forumet grundades 1996 och ägs privat av amerikanen Don Black, som har bakgrund i diverse rasistiska och högerextremistiska rörelser och grupper inom USA, däribland Ku Klux Klan. Black förnekar dock att forumet skulle vara rasistiskt och nazistiskt, och menar att sajten representerar vad han kallar vit nationalism.
Forumet omfattar mer än politik. Det finns exempelvis ett datingforum, "white dates", en sektion för ungdomar, en för musik, samt en för kampsporter. På Stormfront förekommer också öppna forum, där gäster, meningsmotståndare och andra som inte kvalificerar sig till att vara vanliga medlemmar (exempelvis icke-vita) kan skriva. En stor internationell sektion finns också, med brittiska, franska, spanska, ryska, ungerska och serbiska och skandinaviska subforum.
www.stormfront.org